# Campionato italiano di biathlon
Il Campionato italiano di biathlon è una competizione del campionato italiano di sci nordico che si svolge annualmente tra le società sportive e i corpi di forze armate italiane associate alla Federazione italiana sport invernali.

## Competizioni
La prima edizione ufficiale maschile si svolse nel 1969, mentre quello femminile nel 1999. Il campionato assegna più titoli durante tutto il periodo invernale nelle diverse specialità del biathlon (nelle edizioni 2019-2021 è stato assegnato un titolo unico nella specialità Mass Start):
- Individuale: La gara individuale è la disciplina più antica tra le competizioni di biathlon. Gli atleti partono singolarmente a intervalli di 30 secondi. Gli uomini corrono sulla distanza di 20 km, le donne 15 km. Le prove di tiro sono quattro, due per ciascuna posizione alternando l'ordine ("a terra" - "in piedi" - "a terra" - "in piedi"). Per ogni errore al tiro viene sommato al tempo finale una penalità di un minuto. Nel campionato italiano questa gara è iniziata nel 1969 per gli uomini e nel 1990 per le donne ed è stata abolita nel 2004 per entrambi.
- Individuale grosso calibro: Si tratta di una gara che si svolge con le stesse modalità della gara individuale ma la gara si disputa con fucili dal calibro superiore a 22. Inoltre le prove di tiro sono nell'ordine "in piedi" - "a terra" - "a terra" - "a terra" e la distanza di tiro e di 100 metri dalla posizione "in piedi", mentre nella posizione "a terra" varia da 150 metri nel secondo tiro, 200 metri nel terzo e 250 metri nel quarto, mentre nelle competizioni classiche la distanza di tiro è fissa a 50 metri sia per la posizione "in piedi" sia "a terra". Nel campionato italiano questa gara iniziata nel 1969 era riservata ai soli uomini ed è stata abolita nel 1975.
- Sprint: Disciplina analoga alla gara individuale, con partenze individuali a intervalli di 30 secondi. La distanza da percorrere invece è di 10 km per gli uomini, mentre per le donne misura 7,5 km (5 km fino al 1989). La principale differenza con la gara individuale consiste nelle prove di tiro, che sono solo due: la prima in posizione a terra, la seconda in piedi. Inoltre gli errori di tiro vengono puniti con un giro di penalità di 150 m per errore, allungando così la sua prova. Nel campionato italiano questa gara è iniziata nel 1974 in campo maschile e nel 1990 in quello femminile.
- Sprint grosso calibro: Si tratta di una gara che si svolge con le stesse modalità della gara sprint ma la gara si disputa con fucili dal calibro superiore a 22. La distanza di tiro è di 100m nel tiro in posizione "in piedi" e di 150m nel tiro in posizione "a terra". Nel campionato italiano questa gara era riservata ai soli uomini ed è stata disputata ne 1974 e nel 1975.
- Pursuit: Chiamata anche inseguimento è una competizione a cui hanno diritto a prendere il via i primi sessanta atleti (agli inizi solo i primi trenta) classificati di una precedente competizione, un'individuale o più spesso una sprint. L'ordine di partenza e l'intervallo di tempo tra un atleta e l'altro vengono infatti determinati dal risultato della precedente competizione. Il vincitore della gara individuale o sprint parte come primo della gara a inseguimento; questo viene poi seguito dagli atleti nell'intervallo corrispondente al distacco che hanno subito nella gara individuale o sprint. Se la gara ad inseguimento viene preceduta da una gara sprint, il distacco viene riportato identico in questa competizione, mentre in caso di una gara individuale il distacco viene dimezzato. La distanza da percorrere durante questa competizione è di 12,5 km per gli uomini e di 10 km per le donne. Le prove di tiro sono quattro, due per posizione, sempre nell'ordine di due a terra seguite da due in piedi. Per ogni errore al tiro l'atleta deve percorrere un giro di penalità di 150 m. Il primo atleta a raggiungere il traguardo è di conseguenza il vincitore della prova.  Nel campionato italiano questa gara è disputata dal 1998 sia per le donne che per gli uomini.
- Mass Start: Detta anche partenza in linea poiché gli atleti partono "in linea", cioè contemporaneamente, per percorrere la distanza di 15 km (maschi) o 12,5 km (donne). Le prove di tiro sono quattro – due per posizione e sempre seguendo l'ordine di due prove a terra seguite da due prove in piedi. Per ogni errore sui 20 bersagli da centrare, l'atleta deve percorrere un giro di penalità di 150 m che va ad allungare la sua prova. La disciplina necessità di un percorso decisamente largo nelle battute iniziali onde consentire a tutti gli atleti le stesse possibilità. Nel campionato italiano questa gara è disputata dal 2000 sia per le donne che per gli uomini.

## Albo d'oro

### Individuale
Maschile
| Anno | Luogo      | Oro                  | Argento                           | Bronzo               |
| ---- | ---------- | -------------------- | --------------------------------- | -------------------- |
| 1969 | -          | Giovanni Astegiano   | Corrado Varesco                   | Remo Gabrielli       |
| 1970 | -          | Lino Zanon           | Remo Gabrielli                    | Giovanni Astegiano   |
| 1971 | -          | Giovanni Astegiano   | Willy Bertin                      | Lino Jordan          |
| 1972 | -          | Lino Jordan          | Lino Zanon                        | Pierantonio Clementi |
| 1973 | -          | Arduino Tiraboschi   | Lino Zanon                        | Luigi Weiss          |
| 1974 | -          | Willy Bertin         | Giuliano Spiller Marino Gervasoni | -                    |
| 1975 | -          | Pierantonio Clementi | Lino Jordan                       | Marino Gervasoni     |
| 1976 | -          | Pierantonio Clementi | Willy Bertin                      | Giuliano Spiller     |
| 1977 | -          | Willy Bertin         | Luigi Weiss                       | Pierantonio Clementi |
| 1978 | -          | Willy Bertin         | Arduino Tiraboschi                | Lino Jordan          |
| 1979 | -          | Luigi Weiss          | Arduino Tiraboschi                | Angelo Carrara       |
| 1980 | -          | Arduino Tiraboschi   | Luigi Weiss                       | Lino Jordan          |
| 1981 | -          | Adriano Darioli      | Marco Zanon                       | Celestino Midali     |
| 1982 | -          | Celestino Midali     | Johann Passler                    | Luigi Weiss          |
| 1983 | -          | Johann Passler       | Andreas Zingerle                  | Gottlieb Taschler    |
| 1984 | -          | Adriano Darioli      | Werner Kim                        | Angelo Carrara       |
| 1985 | -          | Celestino Midali     | Angelo Carrara                    | Marco Zanon          |
| 1986 | -          | Andreas Zingerle     | Gottlieb Taschler                 | Alessandro Bisignano |
| 1987 | -          | Andreas Zingerle     | Simon Demetz                      | Gottlieb Taschler    |
| 1988 | -          | Andreas Zingerle     | Johann Passler                    | Gottlieb Taschler    |
| 1989 | cancellato | cancellato           | cancellato                        | cancellato           |
| 1990 | -          | Johann Passler       | Andreas Zingerle                  | Pieralberto Carrara  |
| 1991 | -          | Andreas Zingerle     | Johann Passler                    | Hubert Leitgeb       |
| 1992 | -          | Andreas Zingerle     | Hubert Leitgeb                    | Wilfried Pallhuber   |
| 1993 | -          | Elmar Mutschlechner  | Hubert Leitgeb                    | Johann Passler       |
| 1994 | -          | Hubert Leitgeb       | Pieralberto Carrara               | Elmar Mutschlechner  |
| 1995 | -          | Pieralberto Carrara  | Johann Passler                    | Wilfried Pallhuber   |
| 1996 | -          | Pieralberto Carrara  | Patrick Favre                     | Hubert Leitgeb       |
| 1997 | -          | René Cattarinussi    | Hubert Leitgeb                    | Wilfried Pallhuber   |
| 1998 | -          | Enrico Tach          | Patrick Favre                     | Hubert Leitgeb       |
| 1999 | -          | Patrick Favre        | René Cattarinussi                 | Wilfried Pallhuber   |
| 2000 | -          | Patrick Favre        | Wilfried Pallhuber                | Enrico Tach          |
| 2001 | -          | Wilfried Pallhuber   | Christian Hofer                   | Patrick Favre        |
| 2002 | -          | Wilfried Pallhuber   | Paolo Longo                       | Devis Da Canal       |
| 2003 | cancellato | cancellato           | cancellato                        | cancellato           |
| 2004 | -          | Wilfried Pallhuber   | Christian De Lorenzi              | Stefan Zingerle      |

Femminile
| Anno | Luogo         | Oro               | Argento           | Bronzo               |
| ---- | ------------- | ----------------- | ----------------- | -------------------- |
| 1990 | -             | Nathalie Santer   | Siegrid Pallhuber | Monika Schwingshackl |
| 1991 | -             | Siegrid Pallhuber | Nathalie Santer   | Erica Carrara        |
| 1992 | -             | Siegrid Pallhuber | Erica Carrara     | Enrica Revel         |
| 1993 | -             | Nathalie Santer   | Simona Vidi       | Siegrid Pallhuber    |
| 1994 | -             | Nathalie Santer   | Siegrid Pallhuber | Monika Schwingshackl |
| 1995 | -             | Nathalie Santer   | Petra Trocker     | Monika Schwingshackl |
| 1996 | -             | Nathalie Santer   | Petra Trocker     | Siegrid Pallhuber    |
| 1997 | -             | Siegrid Pallhuber | Nathalie Santer   | Manuela Piller Roner |
| 1998 | -             | Nathalie Santer   | Siegrid Pallhuber | Manuela Piller Roner |
| 1999 | Courmayeur    | Michela Ponza     | Siegrid Pallhuber | Alessandra Arrigoni  |
| 2000 | -             | Michela Ponza     | Siegrid Pallhuber | Alessandra Arrigoni  |
| 2001 | Anterselva    | Michela Ponza     | Siegrid Pallhuber | Nathalie Santer      |
| 2002 | Forni Avoltri | Nathalie Santer   | Michela Ponza     | Saskia Santer        |
| 2003 | Brusson       | Michela Ponza     |                   |                      |
| 2004 | Val Ridanna   | Michela Ponza     |                   |                      |

### Individuale grosso calibro maschile
| Anno | Luogo      | Oro                | Argento              | Bronzo             |
| ---- | ---------- | ------------------ | -------------------- | ------------------ |
| 1969 | -          | Alpino Ventura     | Virginio Epis        | Battista Mismetti  |
| 1970 | -          | Giovanni Astegiano | Willy Bertin         | Remo Gabrielli     |
| 1971 | -          | Lino Zanon         | Pierantonio Clementi | Lino Jordan        |
| 1972 | -          | Giovanni Astegiano | Pierantonio Clementi | Willy Bertin       |
| 1973 | -          | Corrado Varesco    | Pierantonio Clementi | Giovanni Astegiano |
| 1974 | cancellato | cancellato         | cancellato           | cancellato         |
| 1975 | -          | Giuliano Spiller   | Arduino Tiraboschi   | Willy Bertin       |

### Sprint
Maschile
| Anno | Luogo       | Oro                  | Argento                 | Bronzo                         |
| ---- | ----------- | -------------------- | ----------------------- | ------------------------------ |
| 1974 | -           | Giuliano Spiller     | Lino Jordan             | Luigi Weiss                    |
| 1975 | -           | Lino Jordan          | Marino Gervasoni        | Luigi Weiss                    |
| 1976 | -           | Willy Bertin         | Luigi Weiss             | Giuliano Spiller               |
| 1977 | -           | Giuliano Spiller     | Willy Bertin            | Arduino Tiraboschi             |
| 1978 | -           | Luigi Weiss          | Willy Bertin            | Lino Jordan                    |
| 1979 | -           | Arduino Tiraboschi   | Luigi Weiss             | Angelo Carrara                 |
| 1980 | -           | Adriano Darioli      | Celestino Midali        | Andreas Zingerle               |
| 1981 | -           | Luigi Weiss          | Adriano Darioli         | Arduino Tiraboschi             |
| 1982 | -           | Andreas Zingerle     | Luigi Weiss             | Adriano Darioli                |
| 1983 | -           | Johann Passler       | Adriano Marioli         | Georg Demetz                   |
| 1984 | -           | Werner Kim           | Adriano Darioli         | Marco Zanon                    |
| 1985 | -           | Celestino Midali     | Marco Zanon             | Angelo Carrara                 |
| 1986 | -           | Werner Kiem          | Andreas Zingerle        | Johann Passler                 |
| 1987 | -           | Andreas Zingerle     | Werner Kiem             | Simon Demetz                   |
| 1988 | -           | Johann Passler       | Roberto Marchesi        | Andreas Zingerle               |
| 1989 | cancellato  | cancellato           | cancellato              | cancellato                     |
| 1990 | -           | Andreas Zingerle     | Wilfried Pallhuber      | Johann Passler                 |
| 1991 | -           | Wilfried Pallhuber   | Johann Passler          | Pieralberto Carrara            |
| 1992 | -           | Johann Passler       | Andreas Zingerle        | Pieralberto Carrara            |
| 1993 | -           | Johann Passler       | Elmar Mutschlechner     | Patrick Favre                  |
| 1994 | -           | Wilfried Pallhuber   | Johann Passler          | Pieralberto Carrara            |
| 1995 | -           | Andreas Zingerle     | René Cattarinussi       | Wilfried Pallhuber             |
| 1996 | -           | Pieralberto Carrara  | René Cattarinussi       | Wilfried Pallhuber             |
| 1997 | -           | Hubert Leitgeb       | Pieralberto Carrara     | René Cattarinussi              |
| 1998 | -           | Hubert Leitgeb       | Patrick Favre           | René Cattarinussi              |
| 1999 | -           | René Cattarinussi    | Wilfried Pallhuber      | Devis Da Canal                 |
| 2000 | -           | René Cattarinussi    | Wilfried Pallhuber      | Enrico Tach                    |
| 2001 | -           | Patrick Favre        | Wilfried Pallhuber      | René Cattarinussi              |
| 2002 | -           | René Cattarinussi    | René-Laurent Vuillermoz | Wilfried Pallhuber             |
| 2003 | -           | René Cattarinussi    | Wilfried Pallhuber      | Paolo Longo                    |
| 2004 | -           | Wilfried Pallhuber   | Christian De Lorenzi    | Christian Hofer                |
| 2005 | -           | Stefan Zingerle      | Sergio Bonaldi          | René-Laurent Vuillermoz        |
| 2006 | -           | Wilfried Pallhuber   | Maurizio Pozzi          | Sergio Bonaldi Markus Windisch |
| 2007 | -           | Christian De Lorenzi | René-Laurent Vuillermoz | Lukas Hofer                    |
| 2008 | -           | Christian De Lorenzi |                         | René-Laurent Vuillermoz        |
| 2009 | -           | Markus Windisch      |                         |                                |
| 2010 | -           | Christian De Lorenzi | Markus Windisch         |                                |
| 2011 | -           | Lukas Hofer          |                         | Markus Windisch                |
| 2012 | Val Ridanna | Dominik Windisch     | Mattia Cola             | Lukas Hofer                    |

Femminile
| Anno | Luogo              | Oro               | Argento              | Bronzo               |
| ---- | ------------------ | ----------------- | -------------------- | -------------------- |
| 1990 | -                  | Nathalie Santer   | Monika Schwingshackl | Siegrid Pallhuber    |
| 1991 | -                  | Erica Carrara     | Enrica Revel         | Nathalie Santer      |
| 1992 | -                  | Nathalie Santer   | Siegrid Pallhuber    | Enrica Revel         |
| 1993 | -                  | Nathalie Santer   | Siegrid Pallhuber    | Petra Trocker        |
| 1994 | -                  | Nathalie Santer   | Monika Schwingshackl | Petra Trocker        |
| 1995 | -                  | Nathalie Santer   | Petra Trocker        | Monika Schwingshackl |
| 1996 | -                  | Nathalie Santer   | Petra Trocker        | Siegrid Pallhuber    |
| 1997 | -                  | Nathalie Santer   | Manuela Casagrande   | Manuela Piller Roner |
| 1998 | -                  | Nathalie Santer   | Siegrid Pallhuber    | Manuela Piller Roner |
| 1999 | -                  | Nathalie Santer   | Siegrid Pallhuber    | Romina Demetz        |
| 2000 | Anterselva         | Siegrid Pallhuber | Michela Ponza        | Romina Demetz        |
| 2001 | Forni Avoltri      | Michela Ponza     | Nathalie Santer      | Siegrid Pallhuber    |
| 2002 | Forni Avoltri      | Saskia Santer     | Michela Ponza        | Katja Haller         |
| 2003 | Brusson            | Michela Ponza     | Nathalie Santer      | Saskia Santer        |
| 2004 | Val Martello       | Michela Ponza     | Saskia Santer        | Nathalie Santer      |
| 2005 | Bionaz             | Michela Ponza     | Katja Haller         | Nathalie Santer      |
| 2006 | Cesana San Sicario | Nathalie Santer   | Michela Ponza        | Saskia Santer        |
| 2007 | Brusson            | Barbara Ertl      | Katja Haller         | Michela Andreola     |
| 2008 | Forni Avoltri      |                   | Michela Andreola     | Katja Haller         |
| 2009 | Brusson            | Michela Ponza     | Katja Haller         | Roberta Fiandino     |
| 2010 | Valdidentro        | Karin Oberhofer   | Roberta Fiandino     | Michela Andreola     |
| 2011 | Forni Avoltri      | Michela Ponza     | Karin Oberhofer      | Dorothea Wierer      |
| 2012 | Val Ridanna        | Dorothea Wierer   | Karin Oberhofer      | Michela Ponza        |

### Spint grosso calibro maschile
| Anno | Luogo | Oro              | Argento            | Bronzo           |
| ---- | ----- | ---------------- | ------------------ | ---------------- |
| 1974 | -     | Giuliano Spiller | Arduino Tiraboschi | Willy Bertin     |
| 1975 | -     | Lino Jordan      | Willy Bertin       | Giuliano Spiller |

### Pursuit
Maschile
| Anno | Luogo       | Oro                     | Argento                 | Bronzo                  |
| ---- | ----------- | ----------------------- | ----------------------- | ----------------------- |
| 1998 | -           | René Cattarinussi       | Hubert Leitgeb          | Patrick Favre           |
| 1999 | -           | Wilfried Pallhuber      | Pieralberto Carrara     | Devis Da Canal          |
| 2000 | -           | Patrick Favre           | René Cattarinussi       | Enrico Tach             |
| 2001 | -           | René Cattarinussi       | Wilfried Pallhuber      | Patrick Favre           |
| 2002 | -           | Wilfried Pallhuber      | Devis Da Canal          | Paolo Longo             |
| 2003 | -           | René Cattarinussi       | Wilfried Pallhuber      | Paolo Longo             |
| 2004 | -           | Klaus Hollrigl          | Devis Da Canal          | René-Laurent Vuillermoz |
| 2005 | -           | René-Laurent Vuillermoz | Christian De Lorenzi    | Sergio Bonaldi          |
| 2006 | -           | Wilfried Pallhuber      | René-Laurent Vuillermoz | Christian De Lorenzi    |
| 2007 | -           | René-Laurent Vuillermoz | Christian De Lorenzi    | Paolo Longo             |
| 2008 | -           |                         |                         |                         |
| 2009 | -           |                         | Markus Windisch         |                         |
| 2010 | -           | Christian De Lorenzi    | Markus Windisch         |                         |
| 2011 | -           | Dominik Windisch        |                         |                         |
| 2012 | Val Ridanna | Dominik Windisch        | Mattia Cola             | Lukas Hofer             |

Femminile
| Anno | Luogo              | Oro               | Argento          | Bronzo               |
| ---- | ------------------ | ----------------- | ---------------- | -------------------- |
| 1998 | -                  | Siegrid Pallhuber | Nathalie Santer  | Manuela Piller Roner |
| 1999 | Forni Avoltri      | Michela Ponza     | Romina Demetz    | Manuela Piller Roner |
| 2000 | -                  | Siegrid Pallhuber | Michela Ponza    | Katja Haller         |
| 2001 | Forni Avoltri      | Michela Ponza     | Nathalie Santer  | Siegrid Pallhuber    |
| 2002 | Forni Avoltri      | Michela Ponza     | Nathalie Santer  | Saskia Santer        |
| 2003 | Brusson            | Michela Ponza     | Saskia Santer    | Nathalie Santer      |
| 2004 | Val Martello       | Michela Ponza     | Nathalie Santer  | Saskia Santer        |
| 2005 | Bionaz             | Michela Ponza     | Nathalie Santer  | Katja Haller         |
| 2006 | Cesana San Sicario | Michela Ponza     | Nathalie Santer  | Saskia Santer        |
| 2007 | Brusson            | Katja Haller      | Roberta Fiandino | Barbara Ertl         |
| 2008 | Forni Avoltri      |                   | Michela Andreola |                      |
| 2009 | Brusson            | Michela Ponza     | Katja Haller     |                      |
| 2010 | Valdidentro        | Karin Oberhofer   | Katja Haller     | Roberta Fiandino     |
| 2011 | -                  |                   |                  |                      |
| 2012 | Val Ridanna        | Dorothea Wierer   | Michela Ponza    | Karin Oberhofer      |

### Mass start
Maschile
| Anno | Luogo                                                     | Oro                                                       | Argento                                                   | Bronzo                                                    |
| ---- | --------------------------------------------------------- | --------------------------------------------------------- | --------------------------------------------------------- | --------------------------------------------------------- |
| 2000 | -                                                         | Wilfried Pallhuber                                        | Devis Da Canal                                            | Theo Senoner                                              |
| 2001 | -                                                         | Paolo Longo                                               | Enrico Tach                                               | Wilfried Pallhuber                                        |
| 2002 | -                                                         | Wilfried Pallhuber                                        | Enrico Tach                                               | Theo Senoner                                              |
| 2003 | cancellato                                                | cancellato                                                | cancellato                                                | cancellato                                                |
| 2004 | -                                                         | René-Laurent Vuillermoz                                   | Wilfried Pallhuber                                        | Patrick Favre                                             |
| 2005 | cancellato                                                | cancellato                                                | cancellato                                                | cancellato                                                |
| 2006 | cancellato 1 René-Laurent Vuillermoz-Christian De Lorenzi | cancellato 1 René-Laurent Vuillermoz-Christian De Lorenzi | cancellato 1 René-Laurent Vuillermoz-Christian De Lorenzi | cancellato 1 René-Laurent Vuillermoz-Christian De Lorenzi |
| 2007 | -                                                         | Christian De Lorenzi                                      | Markus Windisch                                           | Wilfried Pallhuber                                        |
| 2008 | -                                                         | Lukas Hofer                                               | Markus Windisch                                           |                                                           |
| 2009 | -                                                         | René-Laurent Vuillermoz                                   |                                                           | Lukas Hofer                                               |
| 2010 | -                                                         |                                                           |                                                           |                                                           |
| 2011 | -                                                         | Lukas Hofer                                               | Christian De Lorenzi                                      |                                                           |
| 2019 | Martello-Martell                                          | Dominik Windisch                                          | Lukas Hofer                                               | Giuseppe Montello                                         |
| 2020 | non disputata                                             |                                                           |                                                           |                                                           |
| 2021 | Martello-Martell                                          | Lukas Hofer                                               | Thomas Bormolini                                          | Dominik Windisch                                          |

Femminile
| Anno | Luogo            | Oro             | Argento           | Bronzo              |
| ---- | ---------------- | --------------- | ----------------- | ------------------- |
| 2000 | -                | Michela Ponza   | Siegrid Pallhuber | Alessandra Arrigoni |
| 2001 | -                | Saskia Santer   | Siegrid Pallhuber | Nathalie Santer     |
| 2002 | Anterselva       | Michela Ponza   | Nathalie Santer   | Katja Haller        |
| 2003 | cancellato       | cancellato      | cancellato        | cancellato          |
| 2004 | Forni Avoltri    | Michela Ponza   | Katja Haller      | Romina Demetz       |
| 2005 | cancellato       | cancellato      | cancellato        | cancellato          |
| 2006 | cancellato       | cancellato      | cancellato        | cancellato          |
| 2007 | Val Ridanna      | Michela Ponza   | Roberta Fiandino  | Katja Haller        |
| 2008 | Anterselva       | Michela Ponza   | Roberta Fiandino  | Katja Haller        |
| 2009 | Forni Avoltri    | Michela Ponza   | Michela Andreola  | Roberta Fiandino    |
| 2010 | -                |                 |                   |                     |
| 2011 | Forni Avoltri    | Michela Ponza   | Karin Oberhofer   | Alexia Runggaldier  |
| 2019 | Martello-Martell | Dorothea Wierer | Lisa Vittozzi     | Alexia Runggaldier  |
| 2020 | non disputata    |                 |                   |                     |
| 2021 | Martello-Martell | Lisa Vittozzi   | Dorothea Wierer   | Samuela Comola      |

## Atleti più premiati e vincenti

### Individuale
MASCHILE:
- Atleta più vincente: Andreas Zingerle
- Atleta più premiato: Wilfried Pallhuber

FEMMINILE:
- Atleta più vincente: Nathalie Santer
- Atleta più premiata: Siegrid Pallhuber

### Individuale grosso calibro
- Atleta più premiato e vincente: Giovanni Astegiano

### Sprint
MASCHILE:
- Atleta più premiato e vincente: René Cattarinussi

FEMMINILE:
- Atleta più premiata e vincente: Nathalie Santer

### Sprint grosso calibro
- Atleta più premiato e vincente: Giuliano Spiller

### Pursuit
MASCHILE:
- Atleta più premiato e vincente: Wilfried Pallhuber

FEMMINILE:
- Atleta più premiata e vincente: Michela Ponza

### Mass start
MASCHILE:
- Atleta più premiato e vincente: Wilfried Pallhuber

FEMMINILE:
- Atleta più premiata e vincente: Michela Ponza

### Assoluti
MASCHILE:
- Atleta più premiato e vincente: Wilfried Pallhuber

FEMMINILE:
- Atleta più vincente: Michela Ponza
- Atleta più premiata: Nathalie Santer

## Fonti
- Statistiche FISI
- Risultati ufficiali 2018-2021: http://www.crono.bolzano.it/?q=taxonomy/term/2